# Thommanon
Thommanon  a 12. század elején épült Visnu istennek szentelt hindu templom Angkorban, Kambodzsában. Angkorthom keleti falánál, a Győzelmi kaputól  500 méterre az út két oldalán álló Angkorvat stílusú aprócska ikertemplomok egyike; az út bal oldalán áll a Thommanon, jobb oldali  párja a Csoszaj Tevoda.

## Története és leírása
A két egyforma templom építésének pontos dátuma ismeretlen; keletkezésüket a kutatók a Baphuon és Angkorvat megépülése közötti időszakra, azaz a 11. század vége, illetve a 12. század első fele közötti időre datálják.
A 45×60 méteres lateritfallal körülvett szentélyhez, a fal keleti és nyugati oldalain épült visszafogottan díszített átjárókon jut a látogató. A gopurákat a szentéllyel összekötő magasított töltésút az építmény tengelye; az árokká mélyített udvart egykor víz boríthatta.
Az égtájak felé álajtókkal lezárt, 3×3 méteres, keletre nyíló szentélyt négyszintes, kecses figurákkal és faragásokkal díszített torony ékesíti – az oszlopszerű  2,5 méter magas torony uralja az egész épületet. A szentély bejáratát vékony, elnyújtott alakú dévaták őrzik, az oromfalon a garudán repülő Visnu alakja látható. A szentély középpontjában 95 centiméter magas linga, az isten és a dévarádzsa (isteni hatalmú király) közös jelképe, áll.
A szentélyt kelet felől egy 3×6 méteres téglalap alaprajzú alacsony terem egészíti ki. Díszei a Rámájana eposz jeleneteit ábrázolják, a déli ajtó fölött a tízfejű Rávana démonkirály, a szemközti falon, Válin és Szugríva harca, majd Válin halála látható.
A templom délkeleti sarkában egy oszlopokkal díszített bejáratú Könyvtár áll.
A Thommanon templomot 1960-ban anasztilózissal restaurálták, majd 2005 óta állagmegóvásán és felújításán kínai restaurátorok dolgoznak, látogathatósága korlátozott.

## Külső hivatkozások
- Khmer temples in Angkor